# Esme Emanuel
Esme Emanuel (14 giugno 1947) è un'ex tennista sudafricana.

## Carriera
Nei tornei del Grande Slam ha ottenuto il suo miglior risultato raggiungendo i quarti di finale di doppio a Wimbledon nel 1972, in coppia con la statunitense Cecilia Martinez.
In Fed Cup ha disputato un totale di 2 partite, perdendole entrambe.